# Прюм
Прюм (нем. Prüm) — город в Германии, районный центр, расположен в земле Рейнланд-Пфальц, близ границ с Бельгией и Люксембургом.
Входит в состав района Айфель-Битбург-Прюм. Подчиняется управлению Прюм. Население составляет 5260 человек (на 31 декабря 2010 года). Занимает площадь 22,86 км². Официальный код — 07 2 32 296.
Город подразделяется на 5 городских районов.

## Галерея

Достопримечательности
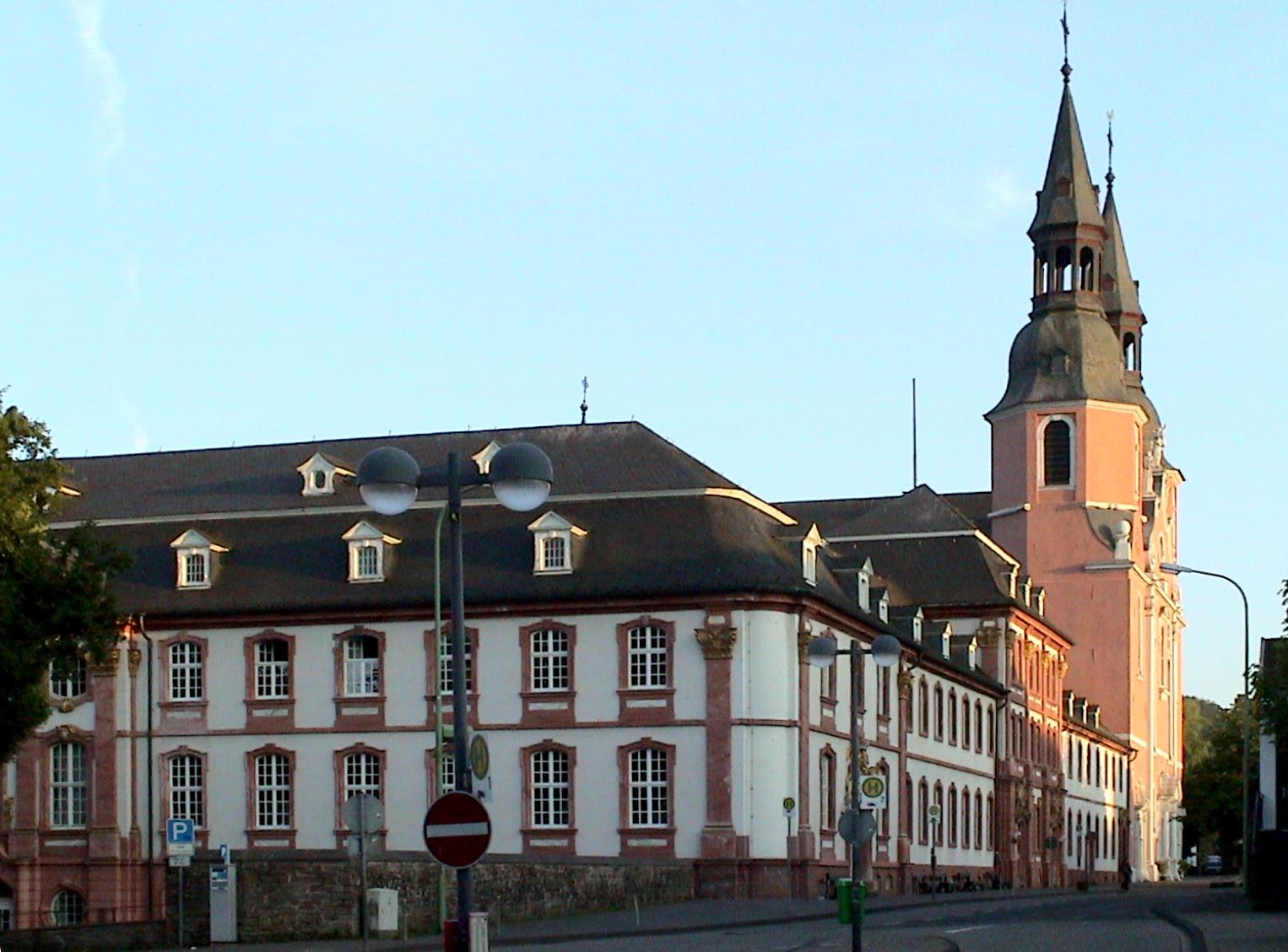
Аббатство Прюм, 721 год
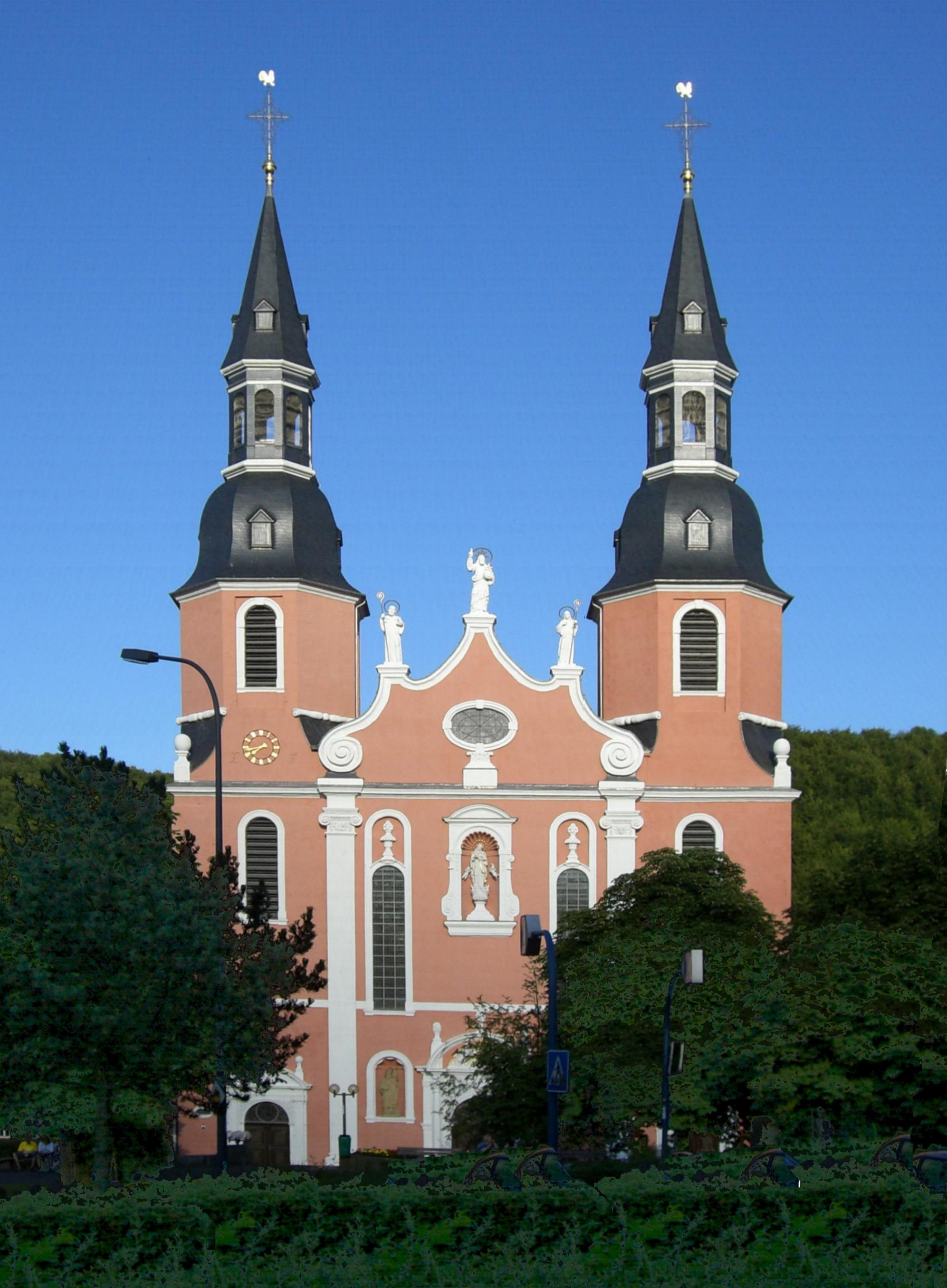
Базилика Санкт-Сальватор[нем.] аббатства Прюм, 1721 год
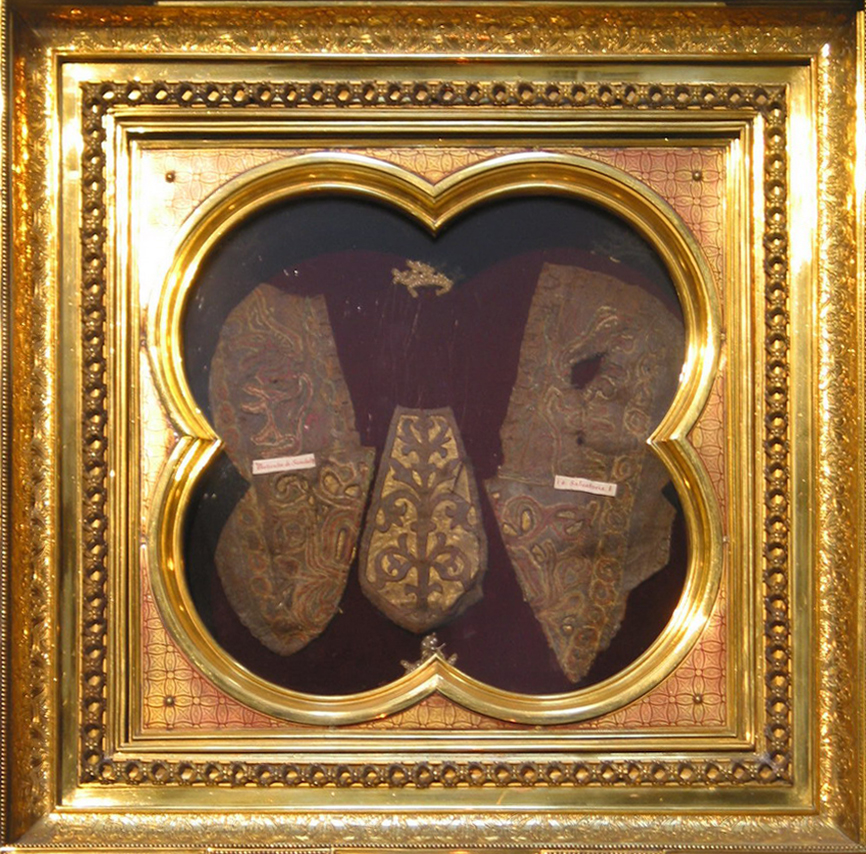
Одна из христианских святынь — Сандалия Христа[нем.] в аббатстве Прюм
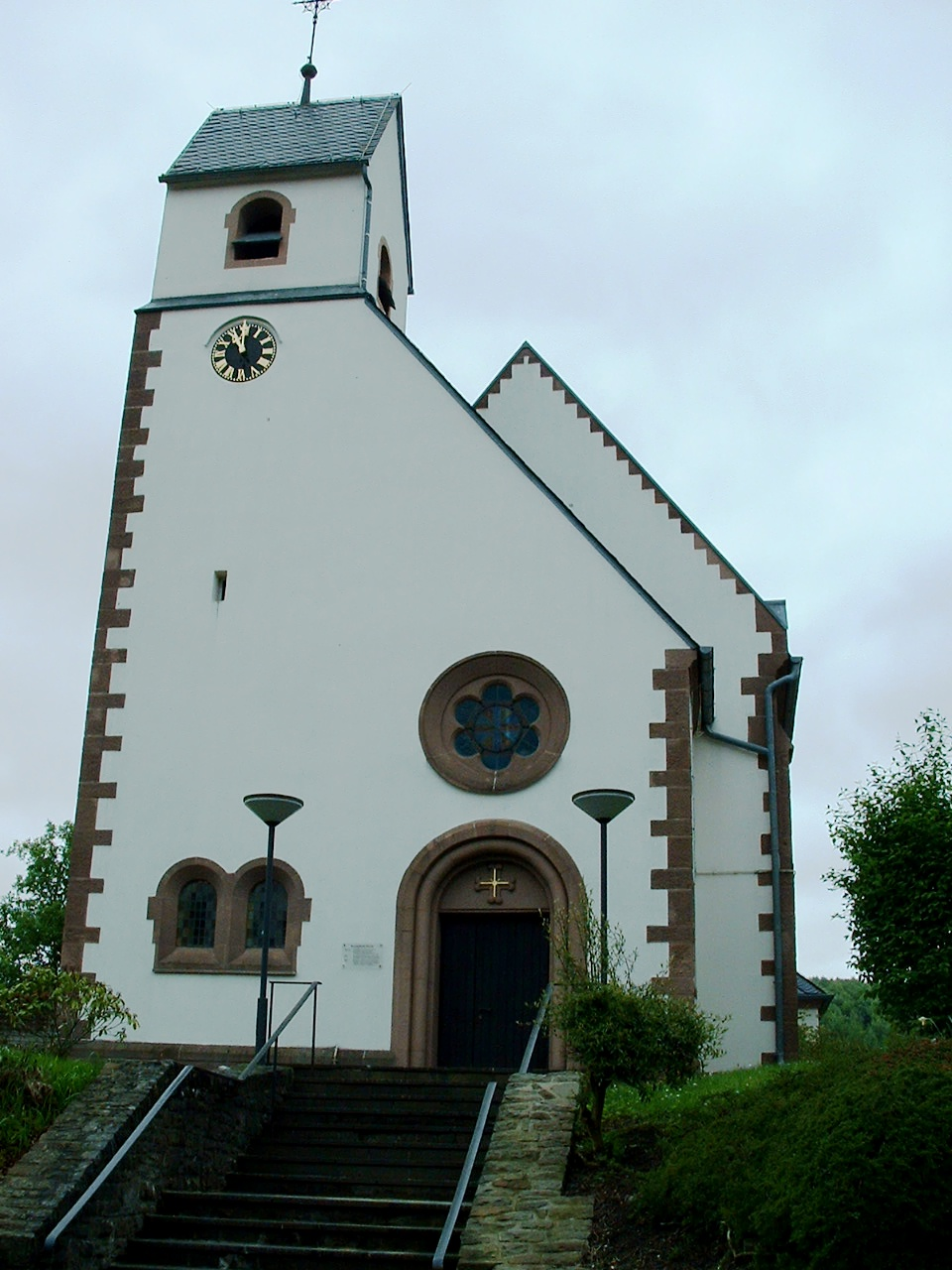
Евангелическая кирха Прюма[нем.], 1895 год

## Документалистика
- Документальный фильм из цикла «Неизвестная Европа». Автор сценария и ведущий Тимофей Китнис. ООО «АртМ» по заказу ГТРК «Культура». 2012 г (29 июля 2018). Прюм, или Благословение для всех королей.  26 мин. Россия-Культура. {{cite episode}}: |series= пропущен или пуст (справка); Внешняя ссылка в |credits= (справка)